# Gotjärnet (Ny socken, Värmland, vid Statartorpet)
Gotjärnet är en sjö i Arvika kommun i Värmland och ingår i Göta älvs huvudavrinningsområde. Sjön är 4 meter djup, har en yta på 0,0682 kvadratkilometer och är belägen 117,3 meter över havet.

## Delavrinningsområde
Gotjärnet ingår i det delavrinningsområde (663517-131353) som SMHI kallar för Mynnar i Nysockensjön. Medelhöjden är 161 meter över havet och ytan är 16,14 kvadratkilometer. Det finns ett avrinningsområde uppströms, och räknas det in blir den ackumulerade arean 22,72 kvadratkilometer. Öjenäsbäcken som avvattnar avrinningsområdet har biflödesordning 3, vilket innebär att vattnet flödar genom totalt 3 vattendrag innan det når havet efter 282 kilometer. Avrinningsområdet består mestadels av skog (83 procent). Avrinningsområdet har 0,58 kvadratkilometer vattenytor vilket ger det en sjöprocent på 3,6 procent.